# Opération Iskoutir
L’opération Iskoutir est une opération militaire française réalisée à Djibouti de 1992 à 1999. Elle visait à faire respecter le cessez-le-feu entre les troupes du gouvernement et du FRUD.

## Contexte
Dans les années 1990, le gouvernement djiboutien est en difficulté face à des forces rebelles.

## Forces en présence
Le gouvernement djiboutien dispose du soutien de la 13e demi-brigade de Légion étrangère.

## Postérité
Bruno Carpentier a sorti un roman intitulé Détachement Iskoutir.